# Simpsonovi (díl seriálu Simpsonovi)
Simpsonovi (DVD Bontonfilm vydal pod názvem Filmy, v nichž si Simpsonovi zahráli, v anglickém originále The Simpsons Spin-off Showcase) jsou 24. díl 8. řady (celkem 177.) amerického animovaného seriálu Simpsonovi. Scénář napsali David S. Cohen, Dan Greaney a Steve Tompkins a díl režíroval Neil Affleck. V USA měl premiéru dne 11. května 1997 na stanici Fox Broadcasting Company a v Česku byl poprvé vysílán 4. května 1999 na stanici ČT1.

## Děj
Troy McClure uvádí televizní speciál z Muzea televize a televizních pořadů, v němž jsou představeny tři spin-offy vytvořené na základě postav ze seriálu Simpsonovi. Televizní stanice Fox má pro příští vysílací sezónu připraveny pouze tři pořady – Simpsonovi, Akta X a Melrose Place –, a tak pověřuje producenty Simpsonových, aby vytvořili třicet pět nových dílů, které by zaplnily zbývající část vysílání. Producenti nezvládnou takovou zátěž, a tak vytvoří pouze tři nové díly. 
Šéf Wiggum, soukromé očko je kriminální spin-off a parodie na seriál Magnum, který sleduje šéfa Wigguma, Ralpha a Seymoura Skinnera. Šéf Wiggum a jeho syn Ralph se přestěhují do New Orleans, Seymour Skinner je Wiggumův pomocník. Wiggum prohlásil, že „vyčistí město“ New Orleans, ale netrvá dlouho a setká se se svým nepřítelem, Velkým tátou, který Wigguma varuje, aby se mu nepletl do řemesla. Brzy poté je Ralph unesen a Wiggum najde Velkého tátu, který po sobě zanechal vizitku. Wiggumovi se podaří vystopovat, že Velký táta je na slavnostech Mardi Gras, kde krátce narazí na rodinu Simpsonových. Wiggum Velkého tátu pronásleduje do jeho sídla v New Orleans Bayou (ve skutečnosti sídla louisianského guvernéra, které se Velkému tátovi podařilo ukrást). Náčelník Wiggum pak Velkému tátovi vyhrožuje pistolí, ale ten po Wiggumovi hodí Ralpha, vyskočí z okna a odplave pryč (kvůli své váze velmi pomalu). Wiggum nakonec nechá padoucha utéct s pocitem, že se s ním bude potkávat „každý týden“, což je narážka na seriálová televizní dramata vysílaná každý týden. 
Dědeček milovník je sitcom o Vočkově milostném životě, parodie na seriál My Mother the Car. Dostává rady od ducha Abrahama Simpsona, kterého rozdrtil regál v obchodě s plechovkami fíků, který se na něj převrhl, následně „se při cestě vzhůru k nebi ztratil“ a nyní je součástí Vočkova přístroje na testování lásky. Vočko jde nakonec do francouzské restaurace na rande a přístroj na testování lásky schová na záchodě, aby mu v restauraci mohl radit. Poté, co Kearney, Dolph a Jimbo přístroj rozbijí, protože jim řekl, že jsou gayové, se přístroj porouchá a poradí Vočkovi, aby svému protějšku řekl, že „má zadek velký jako královna a dvakrát tak voňavý“. Vočko se vrátí s miskou šneků vysypanou na hlavě a vyjde najevo jeho závislost na stroji, takže se přizná, že radu dostal. Jeho partnerka je ale šťastná, když to slyší; lichotí jí, že si kvůli ní Vočko dal tu práci. Děda požádá, aby byl představen atraktivní telefonní budce před restaurací, což Vočka a jeho partnerku velmi rozveselí. 
The Simpson Family Smile-Time Variety Hour je estrádní pořad, v němž se objevují různé písničky a skeče v parodii na The Brady Bunch Hour a Rowan & Martin's Laugh-In. Účinkují v něm Homer, Marge, Bart a Maggie. Líza se pořadu odmítne zúčastnit, ale nahradí ji atraktivní náctiletá blondýna. Po úvodu následuje skeč, kde je rodina představena jako bobři žijící v přehradě s Timem Conwayem v roli skunka a Homerova šéfa. Pořad končí směsicí písní o cukroví, kterou zpívá rodina, Jasper Beardsley a Waylon Smithers. 
Troy končí speciál pohledem na nadcházející sezónu Simpsonových, plnou absurdních dějových zvratů, jako je Homerova proměna Lízy v žábu pomocí magických schopností, objevení dvou Bartových dávno ztracených identických dvojčat (jedno je Afroameričan, druhé kovboj), Selma si postupně vezme Lennyho, Čmeláčího muže a Itchyho a Homer se setká s mimozemšťanem jménem Ozmodiar, kterého vidí jen on. 

## Produkce
Ken Keeler přišel s nápadem na tuto epizodu na základě jedné věty: „Pojďme udělat spin-off.“. Jeho nápad spočíval v použití záměrně špatného psaní a „šílených zápletek“, což podtrhuje jeho kritiku spin-offů obecně. Poté, co nápad přednesl, bylo rozhodnuto, že „je to nápad, který by měl docela dobře fungovat“, a přistoupilo se k produkci. Tvůrce Matt Groening byl z nápadu rozpačitý, protože měl pocit, že by mohl být špatně přeložen jako vlastně špatné psaní sitcomů. Nelíbil se mu ani koncept, který by říkal, že Simpsonovi jsou jen herci v televizním pořadu. Nápad byl později rozpracován v epizodě 11. série Cena smíchu. Jedním z „bláznivých“ nápadů bylo zahrnutí postavy Ozmodiar, která byla původně zahrnuta do scénáře jedné z dřívějších epizod, ale byla považována za příliš směšnou pro tehdejší dobu. Když přišla na řadu tato epizoda, zdálo se, že postava do příběhu zapadá, a tak byla zařazena. Přestože Keeler přišel s příběhem, scénáře ke třem částem napsali David S. Cohen, Dan Greaney a Steve Tompkins: Cohen napsal část Šéf Wiggum, soukromé očko, Greaney Dědečka milovníka a Tompkins The Simpson Family Smile-Time Variety Hour. Epizoda vyžadovala jiný přístup k režii než běžná epizoda Simpsonových. Režisér Neil Affleck musel každou část animovat tak, aby odpovídala stylu pořadu, kterou parodovala. Například část Dědeček milovník napodobuje trojkamerové uspořádání, jaké se běžně používá v sitcomech.
V epizodě se objevují tři hostující hvězdy: Phil Hartman jako Troy McClure, Tim Conway jako on sám a Gailard Sartain jako Velký táta. McClure je v epizodě moderátorem, v této roli se již objevil ve Slavnostní epizodě, Conway se objevuje jako on sám; Conway, komediální veterán, byl známý díky své práci v The Carol Burnett Show, která má podobný formát jako The Simpson Family Smile-Time Variety Hour.
Ve třetí části The Simpson Family Smile-Time Variety Hour měla být původně přítomna Líza a Barta měl původně nahradit dvacetiletý muž, jehož hlas namluvil Hank Azaria. Ve finálním sestřihu jsou však Azariovy repliky vystřiženy, v této části se objevuje skutečný Bart a naopak chybí Líza. Kvůli tomu, že Lízu nahradila starší teenagerka (namluvená Pamelou Haydenovou), má Yeardley Smithová v celé epizodě pouze jednu repliku a v této epizodě má stejně jako v předchozím dílu cameo.

### Navrhované spin-offy
Dan Castellaneta si měl zopakovat roli Šáši Krustyho v hraném seriálu, který vytvořil Matt Groening. V průběhu seriálu štáb zvažoval vytvoření několika spin-offových televizních seriálů a filmů založených na Simpsonových. V roce 1994 Matt Groening navrhl živě vysílaný spin-off seriálu Simpsonovi, který by se soustředil na Šášu Krustyho a v jehož roli by se objevil Dan Castellaneta, který by si zopakoval postavu ze Simpsonových. Spolu s Michaelem Weithornem napsali základní scénář, v němž se Krusty přestěhoval do Los Angeles a získal vlastní talk show. Ve scénáři se opakoval vtip, že Krusty žije v domě na dřevěných kůlech, které neustále ohlodávají bobři. Nakonec se jednání o smlouvě rozpadla a Groening se rozhodl práci na projektu ukončit.
Dvaadvacet krátkých filmů o Springfieldu podnítilo mezi štábem myšlenku na spin-off seriálu s názvem Tales from Springfield. Navrhovaný pořad by se zaměřoval na město obecně, nikoli na rodinu Simpsonových. Každý týden by se odehrával jiný scénář: tři krátké příběhy, dobrodružství s mladým Homerem nebo příběh o vedlejší postavě, která by vůbec nebyla spjata s rodinou Simpsonových. Z nápadu nikdy nic nebylo, protože Groening si uvědomil, že štáb nemá dostatek pracovních sil na to, aby produkoval další pořad stejně dobře jako Simpsonovy. Štáb však tvrdí, že je to něco, o co by stále měli zájem, a že by se to „jednou mohlo uskutečnit“.
Phil Hartman si přál natočit hraný film podle své postavy Troye McClura, ale projekt byl zrušen po jeho vraždě v roce 1998. Groening také vyjádřil přání natočit Simpstasii, parodii na Fantazii, ale nikdy nevznikla, částečně proto, že by bylo příliš obtížné napsat celovečerní scénář, ačkoli se podobný nápad objevil v epizodě Návštěva Drsnolandu. Phil Hartman před svou vraždou prohlásil, že by si přál natočit hraný film založený na jeho postavě Troye McClura, a několik zaměstnanců seriálu vyjádřilo přání pomoci s jeho vytvořením. Groening později pro Empire uvedl, že tento nápad se nikdy „nedostal dál než k nadšení“, ale „byla by to opravdu zábava“. V roce 2010 se však objevil nápad na natočení hraného filmu, který by se stal součástí seriálu.

## Kulturní odkazy
Celá epizoda je satirou na neoriginální a špatné televizní scénáře a odkazuje na mnoho televizních seriálů a paroduje je. Když Troy McClure zmíní, že Fox může pro příští sezónu obsadit pouze tři místa, jsou těmito třemi seriály Melrose Place, Akta X a samotní Simpsonovi. V televizním muzeu Troy prochází kolem plakátů spin-offů, jako jsou The Ropers (spin-off Three's Company), Laverne & Shirley (spin-off Happy Days), Rhoda, seriál, ve kterém kdysi hrála Julie Kavnerová, hlas Marge, (spin-off The Mary Tyler Moore Show) a Fish (spin-off Barney Miller), aby demonstroval sílu spin-offů. Troy dvakrát prochází kolem plakátu seriálu The Jeffersons (spin-off All in the Family), protože scenáristé už nemohli vymyslet žádný další spin-off.
Postava Velkého táty je založena na neworleanském hudebníku Dr. Johnovi. Část Šéf Wiggum, soukromé očko je parodií na policejní dramata, jako jsou Miami Vice, Magnum, P.I. a Starsky a Hutch. Skinner napodobuje Dona Johnsona ze seriálu Miami Vice, aby vypadal ošuntěleji. Šéfkuchař v restauraci se podobá Paulu Prudhommovi.
Dědeček milovník je parodií na fantasy sitcomy jako Mister Ed, I Dream of Jeannie a Očarovaný a má také podobnost s My Mother the Car. Přístroj na testování lásky zpívá zkresleně „Daisy Bell“, když mu selhávají elektrické obvody – to je odkazem na HAL 9000 z filmu 2001: Vesmírná odysea z roku 1968. Dědeček také odkazuje na film Na západní frontě klid, když Vočko říká, že „napsal knihu o lásce“. Vočkova partnerka Betty vypadá trochu jako Tress MacNeilleová, herečka, která ji namluvila.
The Simpson Family Smile-Time Variety Hour je parodií na živé varietní pořady ze 60. a 70. let. Jedná se hlavně o parodii na The Brady Bunch Hour, krátce trvající spin-off sitcomu The Brady Bunch ze 70. let. Nahrazení Lízy ve třetí části jinou dívkou odráží přeobsazení Jan Bradyové v Brady Bunch Hour, když se Eve Plumbová odmítla účastnit. Rodina Simpsonových je vytvořena tak, aby vypadala jako The Partridge Family. Segment také obsahuje četné odkazy na Laugh-In. Kent Brockman uvádí pořad zevnitř vysílací kabiny ve stylu podobném Laugh-In, je zde stěna vtipů podobná té v Laugh-In, kde kapitán Horatio McCallister otevírá průzor. Scéna, kdy Hans Krtkovic čte báseň, je založena na Henrym Gibsonovi, který čte báseň v Laugh-In. Mezi další pořady parodované během varieté patří The Sonny and Cher Comedy Hour a The Smothers Brothers Comedy Hour.
Písně parodované během třetího segmentu jsou například „I Want Candy“ od skupiny The Strangeloves v podání rodiny Simpsonových, „Peppermint Twist“ od Joeyho Deea a The Starliters v podání Barta, „Lízy“ a Maggie, „Lollipop“ od Ronalda a Ruby v podání Jaspera Beardsleyho a „Whip It“ od Devo v podání Waylona Smitherse.
V plánované budoucnosti seriálu se Homer setkává se zeleným vesmírným mimozemšťanem jménem Ozmodiar, kterého vidí pouze on. Jedná se o odkaz na Velkého Gazoo, postavu přidanou do některých závěrečných epizod seriálu Flintstoneovi.

## Přijetí
V původním americkém vysílání se díl umístil na 61. místě v týdenní sledovanosti v týdnu od 5. května do 11. května 1997 s ratingem 7,3 podle Nielsena. Byl to sedmý nejlépe hodnocený pořad na stanici Fox v tomto týdnu. Přestože Troy zmiňuje, že Simpsonovi, Melrose Place a Akta X jsou jediné pořady, které stojí za místo ve vysílací řadě příští sezóny, tři další pořady stanice Fox si ve skutečnosti v tomto týdnu vedly lépe než Simpsonovi. Byly to Beverly Hills 90210, Tatík Hill a spol. a Ženatý se závazky. V Austrálii měl díl premiéru 6. července 1997, zatímco ve Velké Británii 24. srpna 1997.  
Matt Groening se obával, že si fanoušci epizodu vyloží negativně, a byl z ní při natáčení rozpačitý. Později prohlásil, že epizoda „dopadla skvěle“.
Autoři knihy I Can't Believe It's a Bigger and Better Updated Unofficial Simpsons Guide, Warren Martyn a Adrian Wood, ji označili za „velmi chytrý obrat k alternativám, které nabízí série Speciálních čarodějnických dílů. Každý ze spin-offů je svým způsobem velmi chytrý.“ Díl se objevil také jako jedna z oblíbených epizod na řadě seznamů „toho nejlepšího“. Časopis Entertainment Weekly umístil epizodu na 19. místo ve svém seznamu 25 nejlepších epizod Simpsonových.
V rozhovoru pro Star-News scenárista Simpsonových Don Payne prozradil, že epizoda patří do jeho osobní šestky nejlepších epizod Simpsonových.
Kromě toho Gary Mullinax z deníku The News Journal vybral epizodu do svého seznamu deseti nejlepších epizod.